# Arctiarpia mossi
Arctiarpia mossi är en fjärilsart som beskrevs av Rothschild 1922. Arctiarpia mossi ingår i släktet Arctiarpia och familjen björnspinnare. Inga underarter finns listade i Catalogue of Life.